# Surahammar kraftstation
Surahammar kraftstation är ett vattenkraftverk i Kolbäcksån. Det ligger i Surahammar. Kraftverket byggdes 1928. 

## 1897 års kraftstation
Kolbäcksåns första vattenkraftverk byggdes i Surahammar under åren 1896 – 1897. Den byggdes på grunden av en sluss från 1787. Slussen benämndes Landshövding af Ugglas sluss. 
Kraftstationen innehöll två turbiner, en på 200 hk och en på 175 hk som var hopkopplade med tre remdrivna generatorer, en på 106 hk och två på vardera 50 hk. Generatorerna var tillverkade av ASEA. Den gamla kraftstationen revs år 1927 för att ge plats för den nya kraftstationen.

## 1928 års kraftstation
Det nya kraftverket färdigställdes 1928. I fasaden mot landsvägen lät man gjuta in valvstenar från en landsvägsbro vid Landshövding af Ugglas sluss, anlagd 1787. Stationen försågs med fjärrövervakning och styrning från Surahammars bruk. Styrningen användes till 1950-talet då den moderniserades med ny teknik.